# Мустакат мечоносен дърволаз
Мустакат мечоносен дърволаз (Xiphocolaptes falcirostris) е вид птица от семейство Furnariidae. Видът е световно застрашен, със статут Уязвим.

## Разпространение
Видът е разпространен в Бразилия.